# Salóme Þorkelsdóttir
Salóme Þorkelsdóttir (ur. 3 lipca 1927 w Reykjavíku) – islandzka polityk, posłanka do Althingu i jego przewodnicząca w latach 1991–1995.

## Życiorys
W 1945 ukończyła szkołę dla kobiet w Reykjavíku. Zajmowała się domem, przez kilkanaście lat była też pracownikiem biurowym. Działała w samorządzie miejscowości Mosfellsbær, pełniła funkcję skarbnika (1972–1979). Od 1966 do 1982 była członkinią komitetu okręgowego, zajmowała stanowisko zastępczyni przewodniczącego (1978–1981) i przewodniczącego (1981–1982) tej instytucji. Dołączyła do Partii Niepodległości, w latach 70. i 80. wchodziła w skład jej władz krajowych.
W latach 1979–1995 sprawowała mandat posłanki do Althingu. Od 1983 do 1987 była przewodniczącą wydzielonej izby wyższej parlamentu, a w 1991 została przewodniczącą całego Althingu. W tym samym roku zlikwidowano podział parlamentu na izby. Salóme Þorkelsdóttir pozostała na jego czele, kierując Althingiem do 1995.